# Normalizzazione (Cecoslovacchia)
La normalizzazione (in ceco: Normalizace, in slovacco: Normalizácia) è un periodo della storia della  Cecoslovacchia che seguì alla Primavera di Praga e parte dell'invasione della Cecoslovacchia da parte delle truppe del Patto di Varsavia (agosto 1968). È intesa in due accezioni: in senso stretto la normalizzazione termina con il XIV congresso generale del Partito Comunista Cecoslovacco del maggio del 1971, con cui termina la fase di repressione della Primavera di Praga; in senso esteso la normalizzazione prosegue fino alla Rivoluzione di velluto alla fine del 1989
Questo periodo fu segnato dapprima dall'interruzione dei processi di democratizzazione della primavera di Praga e poi dal ritorno a un regime comunista repressivo e dal suo mantenimento a lungo termine.
Il termine normalizzazione deriva dal protocollo di Mosca, firmato il 27 agosto 1968. Le Lezioni sullo sviluppo della crisi, un documento edito dal Comitato centrale del Partito comunista cecoslovacco il 10 dicembre 1970, riassumono il contenuto del protocollo e la normalizzazione come segue: «I leader cecoslovacchi in questo documento  hanno espresso la loro determinazione a raggiungere la normalizzazione della situazione nel nostro paese sulla base del marxismo-leninismo, per ripristinare il ruolo di guida del partito e l'autorità del potere dello stato della classe operaia, per rimuovere le organizzazioni controrivoluzionarie dalla vita politica e consolidare i legami internazionali della Cecoslovacchia con l'Unione Sovietica e gli altri alleati socialisti. (...) Dei risultati complessivamente positivi dei negoziati di Mosca va da atto per la parte cecoslovacca ai compagni Ludvík Svoboda, Gustáv Husák, Vasil Biľak e altri compagni che hanno sostenuto chiare posizioni internazionali di classe.»
La normalizzazione fu una forma più morbida di oppressione degli oppositori del comunismo rispetto allo stalinismo negli anni 1950: sebbene molti fossero perseguitati, non si arrivò alla condanna a morte nei processi politici.
Per tutto il periodo della normalizzazione furono dislocate sul territorio cecoslovacco truppe sovietiche, presenti fino al 21 giugno 1991. 

## Prologo
La democratizzazione della società cecoslovacca, condotta sotto la guida di Alexander Dubček dalla fine del 1967 all'agosto del 1968 e nota come Primavera di Praga, fu percepita dalla leadership sovietica come una minaccia per l'intera sfera socialista sotto l'influenza dell'URSS. La guida riformista della Cecoslovacchia era stata avvisata più volte che l'Unione Sovietica non era soddisfatta del corso degli eventi, ma le riforme non cessarono, e così la leadership sovietica decise di intervenire militarmente per invertire la rotta della Cecoslovacchia.
Nella notte tra il 20 e il 21 agosto 1968 le truppe sovietiche, insieme alle truppe di Bulgaria, Ungheria, Polonia e Repubblica Democratica Tedesca iniziarono l'invasione del territorio della Cecoslovacchia. Praga fu occupata da truppe aviotrasportate e le autorità dello stato, primo fra tutti Dubček, furono internate e deportate a Mosca. In Cecoslovacchia, tuttavia, non vi furono grandi scontri militari con gli occupanti, poiché il ministro della Difesa Martin Dzúr aveva emesso un ordine notturno secondo cui l'esercito e le altre forze armate non dovevano opporre resistenza agli eserciti occupanti. Nell'ottobre del 1968, l'Assemblea nazionale della Repubblica socialista cecoslovacca approvò una legge sulla permanenza temporanea delle truppe sovietiche in Cecoslovacchia, che rese legale l'occupazione. 228 deputati votarono a favore, 10 si astennero e solo quattro furono contrari: František Kriegel, František Vodsloň, Gertruda Sekaninová-Čakrtová e Božena Fuková. Le truppe straniere sul territorio erano una garanzia per i normalizzatori che i rapporti della Cecoslovacchia con l'Unione Sovietica sarebbero evoluti come voleva il partner più forte, secondo la dottrina Brežnev.

## Le vicende
Dalla fine di agosto, dopo la firma del protocollo di Mosca e il ritorno dei rappresentanti cecoslovacchi in patria, l'influenza di Alexander Dubček e dei suoi collaboratori si indebolì gradualmente indebolita e incominciarono graduali cambiamenti nella guida del partito. Il 17 agosto 1969, Gustáv Husák fu eletto primo segretario del Comitato centrale del Partito comunista cecoslovacco. Lo scopo della normalizzazione di Husák era di consolidare il governo del Partito comunista e confermare la posizione della Cecoslovacchia come «membro devoto del campo socialista». Il processo di normalizzazione prevedeva i seguenti passaggi:
- il consolidamento della leadership di Husák e la rimozione dei politici riformisti dalle posizioni di comando
- l'abrogazione o la modifica delle leggi di riforma
- il ripristino di un'economia controllata centralmente
- il ripristino del potere dell'apparato di polizia
- il rafforzamento dell'alleanza fra la Cecoslovacchia e gli altri paesi socialisti

### La legge di repressione
Dopo le affollate manifestazioni del 18-21 agosto 1969 la Presidenza dell'Assemblea federale il 22 agosto approvò 99/1969, che permetteva la dura repressione delle dimostrazione e contro chiunque «infrangeva l'ordine pubblico socialista». 
I supremi organi di partito iniziarono a ritirare alcune delle loro risoluzioni del 1968. Il Comitato centrale del Partito comunista slovacco le ritirò il 
9 settembre e dal 25 al 29 settembre 1969 così fece anche il Comitato centrale del Partito comunista cecoslovacco. In quest'assemblea Gustáv Husák criticò il movimento riformista guidato da Dubček.

### Epurazioni del 1969-1970
Poco dopo aver ottenuto il potere nell'agosto 1969, la guida di Husák iniziò a mettere in atto le epurazioni nell'autunno del 1969. Veri e presunti riformisti furono rimossi dalle posizioni di comando nei mass media, nella magistratura, nelle organizzazioni culturali, sociali e politiche, nella posizione di comando intermedie di rango inferiore, e gradualmente anche dai vertici. Le epurazioni non riguardavano solo i membri del Partito comunista.  Per conservare la propria posizione era necessario esprimersi (e sottoscrivere) a favore dell'invasione delle truppe e con la politica di normalizzazione del Partito Comunista. Sia i membri del partito sia gli altri erano minacciati di perdere il posto di lavoro e di essere perseguitati (insieme con i familiari) della polizia segreta.
Nel novembre 1969 fu deciso di "epurare" i comitati nazionali dagli "opportunisti". Il 20 novembre 1969 la Commissione centrale di revisione e controllo del Partito comunista slovacco decise che i principali intellettuali slovacchi e i lavoratori nei mass media sarebbero stati assoggettati a un'indagine di partito. 
All'inizio del 1970, il Comitato centrale del Partito comunista cecoslovacco decise di "cambiare le tessere associative". Questo processo divenne il mezzo principale nella lotta contro i riformisti comunisti. Sorsero a diversi livelli dei "comitati di revisione". Erano formato da membri del cosiddetto "nucleo sano". Dal partito non furono esclusi solo i membri che avevano partecipato al processo rinnovamento, ma anche quelli che non erano leali alla normalizzazione.
Lo stesso Dubček fu rimosso dalla presidenza del partito alla fine del 1969 ed espulso dal partito nel 1970. Entro la primavera del 1971, circa 30 000 comunisti furono espulsi o rimossi e furono anche esclusi dall'esercizio della loro professione. Complessivamente, fino a 327 000 persone sono state escluse dalla normalizzazione (secondo un'altra fonte: circa un quinto di tutti i membri). Mentre le purghe furono molto radicali nella Repubblica Ceca, ove i principali scienziati e insegnanti universitari furono obbligati al lavoro manuale, non furono così drammatiche in Slovacchia.
Husák rafforzò il suo ruolo di leader anche relegando i potenziali rivali a varie nuove posizioni create con la formazione della Federazione cecoslovacca.
Il processo di normalizzazione in corso fu confermato dall'assemblea del Comitato centrale del Partito comunista cecoslovacco dell'11 e 12 dicembre 1970. La nuova leadership del partito approvò nell'assemblea il rapporto Lezioni sullo sviluppo della crisi. Questo testo descrive il corso e la fine della primavera di Praga nei termini della visione stalinista del mondo. Queste "lezioni" influenzarono la vita sociale fino al 1989.

### Provvedimenti repressivi
Dopo il consolidamento del potere, la leadership di Husák procedette al cambiamento delle leggi che avevano segnato la Primavera di Praga, per esempio la legge sul Fronte nazionale e la legge sulla stampa. Così in pratica fu reintrodotta la censura. Le imprese, a cui nel periodo delle riforma era stata data una notevole autonomia, tornarono a essere gestite a livello centrale e dovevano soddisfare le quote previste dalla pianificazione.
Nel corso della normalizzazione, dopo una breve riforma del regime di frontiera, le possibilità per i cittadini di viaggiare all'estero, in particolare verso i paesi capitalisti, furono fortemente limitate.
Husák stabilizzò anche le relazioni con i vicini socialisti della Repubblica socialista cecoslovacca, compì frequenti visite di paesi amici e l'economia cecoslovacca fu orientata verso legami più stretti con gli stati del blocco sovietico.

### Il mantenimento dello status quo negli anni 1970-1980
Già nel maggio 1971, Husák alla XIV Congresso del Partito comunista cecoslovacco riferì che il processo di normalizzazione era stato completato con successo e che la Cecoslovacchia era pronta per le prossime fasi della costruzione del socialismo.
Dal 1971 fino alla metà degli anni '80, lo status quo fu mantenuto nel partito e nella società. Husák cercò di seguire strettamente la politica ordinata dall'Unione Sovietica per prevenire la ripetizione degli eventi del 1967-1968, usando i metodi meno repressivi possibili.
Una conseguenza della politica di Husák fu un cambiamento minimo nella leadership della Cecoslovacchia nei successivi vent'anni. Lo stesso Husák rimase a capo del partito fino al 1987, quando fu sostituito da Miloš Jakeš e dal 1975 fino alla fine del 1989 fu anche presidente della Cecoslovacchia. La situazione era simile in Slovacchia, quando dopo un breve periodo da gennaio a maggio 1969, quando era primo ministro l'"inaffidabile" Štefan Sádovský, Peter Colotka è fu primo ministro per quasi 20 anni (fino all'ottobre del 1988).
Dalla metà degli anni '80, il sistema neostalinista cecoslovacco dovette affrontare una pressione interna ed esterna sempre maggiore. La situazione economica del paese iniziò a deteriorarsi negli anni '80 e l'economia non fu più in grado di produrre i prodotti e i servizi richiesti dalla società, anche a causa dell'aumento dei consumi privati. La pressione per il cambiamento dall'interno giungeva in Slovacchia principalmente da attivisti religiosi (ad esempio Ján Čarnogurský, František Mikloško), nella Repubblica Ceca, principalmente da gruppi dissidenti, come Charta 77 (ad esempio Václav Havel, Jan Patočka e altri).

### Laperestrojka
Un'importante influenza esterna che influenzò il declino della normalizzazione fu l'elezione di Michail Gorbačëv a segretario Generale del Comitato centrale del PCUS nel 1985. Gorbačëv iniziò ad attuare riforme che erano molto simili a quelle di Dubček di vent'anni prima: una politica di trasparenza (glasnost') e di ricostruzione (perestrojka) che in definitiva accelerò il cambiamento, culminato nella Repubblica cecoslovacca alla fine del 1989 con la Rivoluzione di velluto.

## La lotta contro la normalizzazione
Nel gennaio 1969, lo studente Jan Palach si diede fuoco per protestare contro l'occupazione della Cecoslovacchia in Piazza Venceslao a Praga. Il funerale di Palach alla fine di gennaio divenne una grande protesta contro l'occupazione e la normalizzazione.
Il 21 agosto 1969, primo anniversario dell'occupazione, si tennero manifestazioni di protesta a Praga, ma furono soppresse dalla pubblica sicurezza. Furono infrante le vetrine dell'Aeroflot in Piazza Venceslao. Secondo un'ipotesi le vetrine furono infrante dalla polizia per giustificare l'intervento.
Nel 1977, un gruppo di personalità formò l'associazione Charta 77. Il suo manifesto di base, la Dichiarazione di Charta 77, fu firmato da centinaia di persone importanti e ordinarie nei mesi e negli anni a seguire. La grande maggioranza di loro sono stati successivamente perseguitati, molti sono stati licenziati dal lavoro, alcuni sono stati costretti ad emigrare.
Le informazioni diffuse principalmente da emigranti cecoslovacchi che lavoravano in stazioni radio straniere come Radio Free Europe, Voice of America, BBC e Radio Vaticana hanno avuto un ruolo significativo nell'organizzazione del dissenso. Sebbene lo Stato impedisse le loro trasmissioni con un disturbo delle frequenze, ma poiché le capacità finanziarie e tecniche erano limitate, su alcune frequenze e in alcune zone si riuscivano a captare le notizie.
Come samizdat furono diffusi in Cecoslovacchia quei libri e materiali stampati, che a causa della censura non potevano essere distribuiti ufficialmente. Molte copie del samizdat circolarono gradualmente tra molti lettori, poiché la produzione e la duplicazione erano rischiose.